# Bonnefontaine (Jura)
Cet article possède un paronyme, voir Bellefontaine.
Pour les articles homonymes, voir Bonnefontaine.
Bonnefontaine est une commune française située dans le département du Jura, dans la région culturelle et historique de Franche-Comté et la région administrative Bourgogne-Franche-Comté. 
Les habitants se nomment les Bonnefontois et Bonnefontoises.

## Géographie

### Localisation
Bonnefontaine est situé au cœur du premier plateau du Jura en bordure de la Côte de l'Heute à 580 m d'altitude. Outre son centre, le village possède un hameau : le Patouillet qui a subi les dommages d'un grave incendie en 2006, il en existait un autre, la Vermillère mais ce lieu-dit est aujourd'hui inhabité.
Traditionnellement, l'agriculture est tournée vers l'élevage laitier en vue de la fabrication du comté. Il y a une ferme qui produit des agneaux et des bovins pour la viande.

### Communes limitrophes
- Fay-en-Montagne et Picarreau au Nord
- Pont-du-Navoy à l'Est
- La Marre à l'Ouest
- Hauteroche au Sud

### Climat
Pour des articles plus généraux, voir Climat de la Bourgogne-Franche-Comté et Climat du département du Jura.
En 2010, le climat de la commune est de type climat de montagne, selon une étude du Centre national de la recherche scientifique s'appuyant sur une série de données couvrant la période 1971-2000. En 2020, Météo-France publie une typologie des climats de la France métropolitaine dans laquelle la commune est exposée à un climat semi-continental et est dans la région climatique  Jura, caractérisée par une forte pluviométrie en toutes saisons (1 000 à 1 500 mm/an), des hivers rigoureux et un ensoleillement médiocre. 
Pour la période 1971-2000, la température annuelle moyenne est de 8,8 °C, avec une amplitude thermique annuelle de 16,9 °C. Le cumul annuel moyen de précipitations est de 1 548 mm, avec 12,9 jours de précipitations en janvier et 9,8 jours en juillet. Pour la période 1991-2020, la température moyenne annuelle observée sur la station météorologique de Météo-France la plus proche, « Le Fied_sapc », sur la commune du Fied à 5 km à vol d'oiseau, est de 9,8 °C et le cumul annuel moyen de précipitations est de 1 434,5 mm. 
La température maximale relevée sur cette station est de 37,3 °C, atteinte le 19 juillet 2022 ; la température minimale est de −28,4 °C, atteinte le 20 décembre 2009,,. 
Les paramètres climatiques de la commune ont été estimés pour le milieu du siècle (2041-2070) selon différents scénarios d'émission de gaz à effet de serre à partir des nouvelles projections climatiques de référence DRIAS-2020. Ils sont consultables sur un site dédié publié par Météo-France en novembre 2022.

## Urbanisme

### Typologie
Au 1er janvier 2024, Bonnefontaine est catégorisée commune rurale à habitat dispersé, selon la nouvelle grille communale de densité à sept niveaux définie par l'Insee en 2022.
Elle est située hors unité urbaine. Par ailleurs la commune fait partie de l'aire d'attraction de Lons-le-Saunier, dont elle est une commune de la couronne,. Cette aire, qui regroupe 139 communes, est catégorisée dans les aires de 50 000 à moins de 200 000 habitants,.

### Occupation des sols
L'occupation des sols de la commune, telle qu'elle ressort de la base de données européenne d’occupation biophysique des sols Corine Land Cover (CLC), est marquée par l'importance des forêts et milieux semi-naturels (69,1 % en 2018), en augmentation par rapport à 1990 (66,1 %). La répartition détaillée en 2018 est la suivante : 
forêts (64,2 %), terres arables (19,2 %), zones agricoles hétérogènes (7,1 %), milieux à végétation arbustive et/ou herbacée (5 %), zones urbanisées (2,9 %), prairies (1,7 %). L'évolution de l’occupation des sols de la commune et de ses infrastructures peut être observée sur les différentes représentations cartographiques du territoire : la carte de Cassini (XVIIIe siècle), la carte d'état-major (1820-1866) et les cartes ou photos aériennes de l'IGN pour la période actuelle (1950 à aujourd'hui).

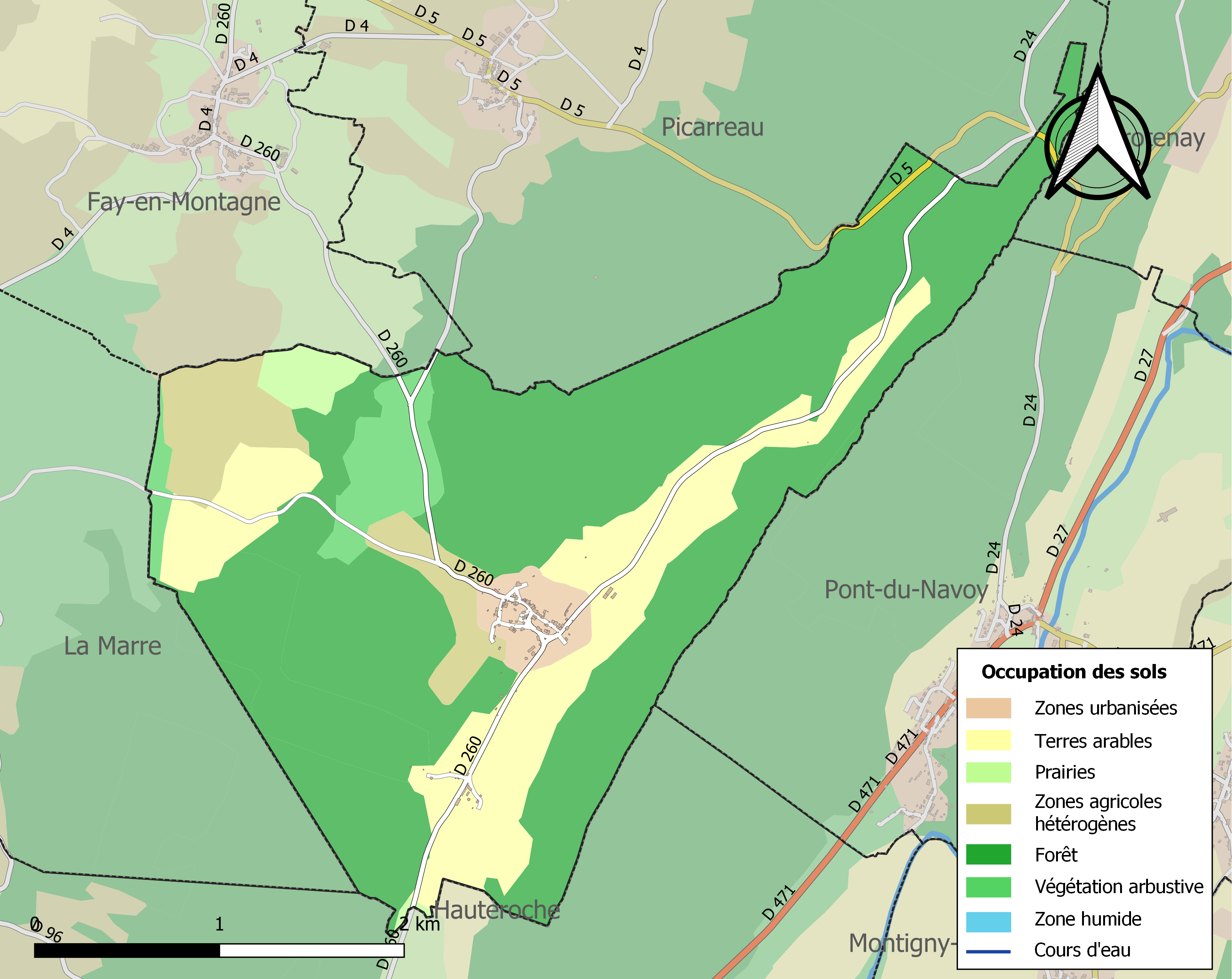
Carte des infrastructures et de l'occupation des sols de la commune en 2018 (CLC).

## Histoire
Au Moyen Âge, il dépendait de la seigneurie de Mirebel.
Jusqu'en 1897, le village s'appelait Les Faisses. À cette date, ce nom réputé infamant a été remplacé par celui de Bonnefontaine en référence aux trois fontaines de pierre du village.

## Politique et administration
| Période    | Période   | Identité                         | Étiquette | Qualité |
| ---------- | --------- | -------------------------------- | --------- | ------- |
| avant 1995 | ?         | Jean Pagnier                     |           |         |
| mars 2001  | mars 2008 | Pierre Barisaux                  |           |         |
| mars 2008  | mars 2014 | Claude Paget                     |           |         |
| avril 2014 | 2020      | Véronique Verbeeck               | LR        |         |
| 2020       | En cours  | Isabelle Roussey, épouse Humbert |           |         |

## Démographie

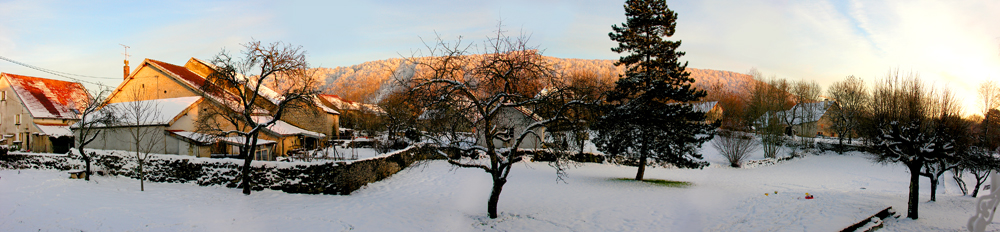
Bonnefontaine, le 12 décembre 2004.

L'évolution du nombre d'habitants est connue à travers les recensements de la population effectués dans la commune depuis 1793. Pour les communes de moins de 10 000 habitants, une enquête de recensement portant sur toute la population est réalisée tous les cinq ans, les populations de référence des années intermédiaires étant quant à elles estimées par interpolation ou extrapolation. Pour la commune, le premier recensement exhaustif entrant dans le cadre du nouveau dispositif a été réalisé en 2008.

En 2022, la commune comptait 110 habitants, en évolution de +7,84 % par rapport à 2016 (Jura : −0,81 %, France hors Mayotte : +2,11 %).
| 1793 | 1800 | 1806 | 1821 | 1831 | 1836 | 1841 | 1846 | 1851 |
| ---- | ---- | ---- | ---- | ---- | ---- | ---- | ---- | ---- |
| 230  | 231  | 259  | 263  | 207  | 222  | 205  | 229  | 247  |

| 1856 | 1861 | 1866 | 1872 | 1876 | 1881 | 1886 | 1891 | 1896 |
| ---- | ---- | ---- | ---- | ---- | ---- | ---- | ---- | ---- |
| 259  | 217  | 233  | 216  | 221  | 236  | 219  | 204  | 206  |

| 1901 | 1906 | 1911 | 1921 | 1926 | 1931 | 1936 | 1946 | 1954 |
| ---- | ---- | ---- | ---- | ---- | ---- | ---- | ---- | ---- |
| 196  | 193  | 193  | 200  | 190  | 152  | 135  | 153  | 169  |

| 1962 | 1968 | 1975 | 1982 | 1990 | 1999 | 2006 | 2008 | 2013 |
| ---- | ---- | ---- | ---- | ---- | ---- | ---- | ---- | ---- |
| 141  | 107  | 86   | 97   | 98   | 84   | 92   | 94   | 97   |

| 2018 | 2022 | - | - | - | - | - | - | - |
| ---- | ---- | - | - | - | - | - | - | - |
| 107  | 110  | - | - | - | - | - | - | - |

## Lieux et monuments
- Église de l'Assomption (XVe siècle) ;
- Maison seigneuriale ;
- Couvent de sœurs dominicaines, dont le jardin est inscrit à l'IGPC depuis 1995[19] ;
- Trois fontaines ;
- Ancienne fromagerie, actuelle Maison du Premier plateau, ayant abrité le siège de la Communauté de communes du Premier Plateau, un point d’information touristique et une salle d’exposition.

## Économie
Quatre entreprises y sont installées : une bergerie, une tabletterie, une entreprise d'exploitation forestière et une exploitation agricole située au Patouillet, hameau se trouvant à moins de 500 mètres du village.

## Galerie

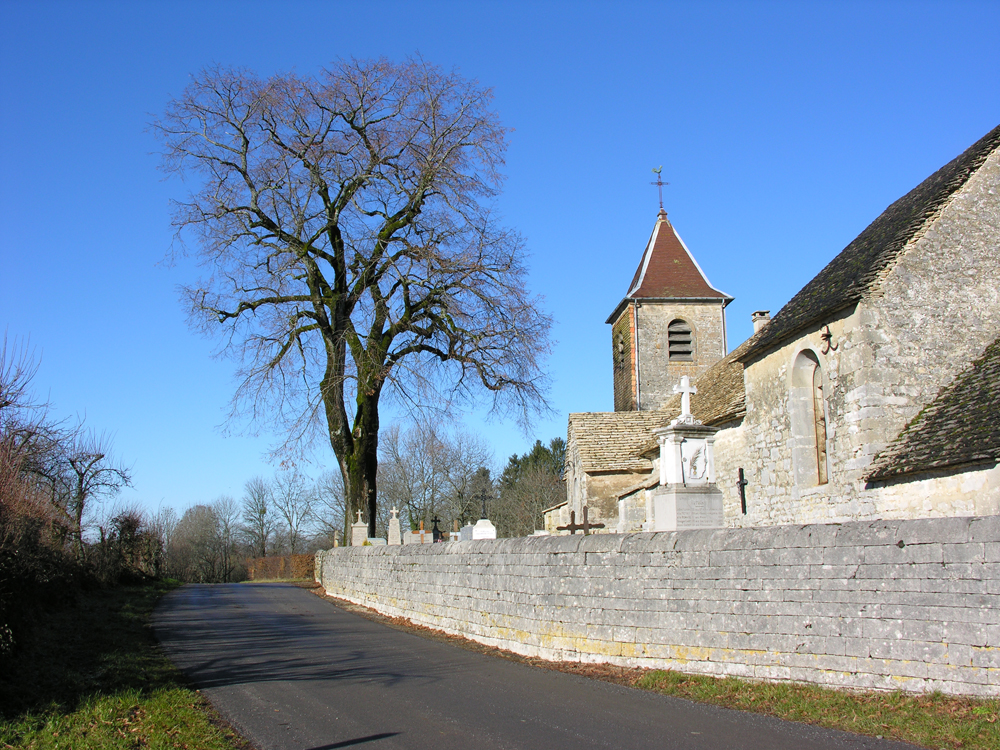
Église de Bonnefontaine.
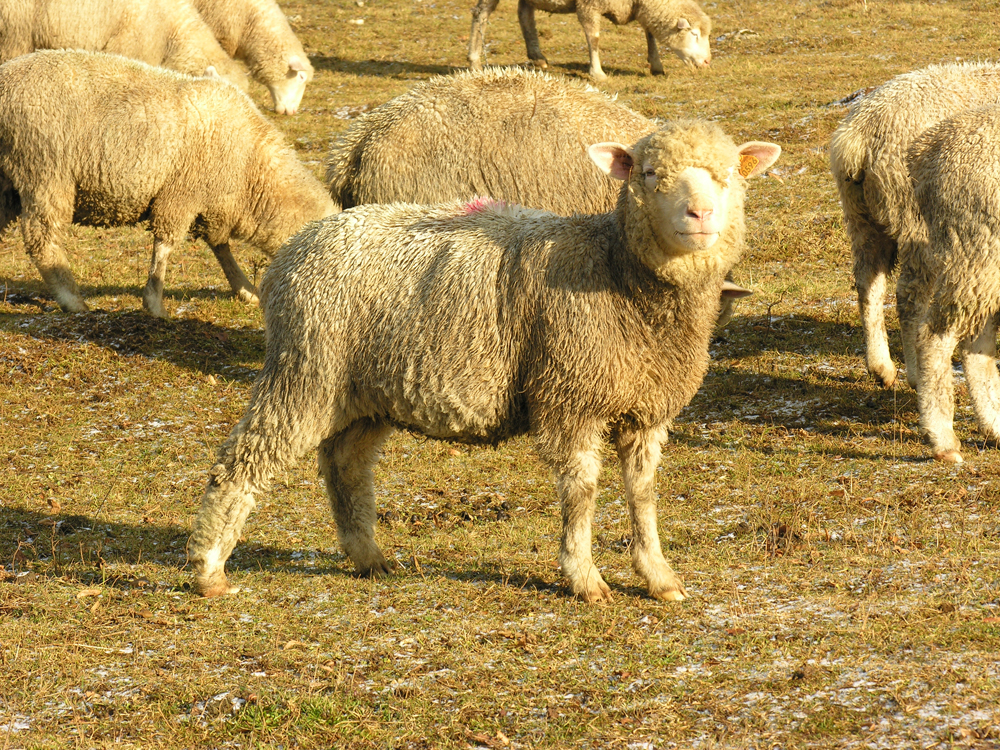
Brebis de la « Bergerie de l'Heute ».